# Marco Eyer
Marco Eyer (* 17. Februar 1999) ist ein Schweizer Unihockeyspieler, der beim Nationalliga-A-Verein HC Rychenberg Winterthur unter Vertrag steht.

## Karriere
Eyer stammt aus der eigenen Jugend des HC Rychenberg Winterthur und debütierte in der Saison 2021 für diesen in der Nationalliga A.